# Saint-Setiers
Saint-Setiers – miejscowość i gmina we Francji, w regionie Nowa Akwitania, w departamencie Corrèze.
Według danych na rok 1990 gminę zamieszkiwało 281 osób, a gęstość zaludnienia wynosiła 6 osób/km² (wśród 747 gmin Limousin Saint-Setiers plasuje się na 367. miejscu pod względem liczby ludności, natomiast pod względem powierzchni na miejscu 41.).